# Реалити-шоу

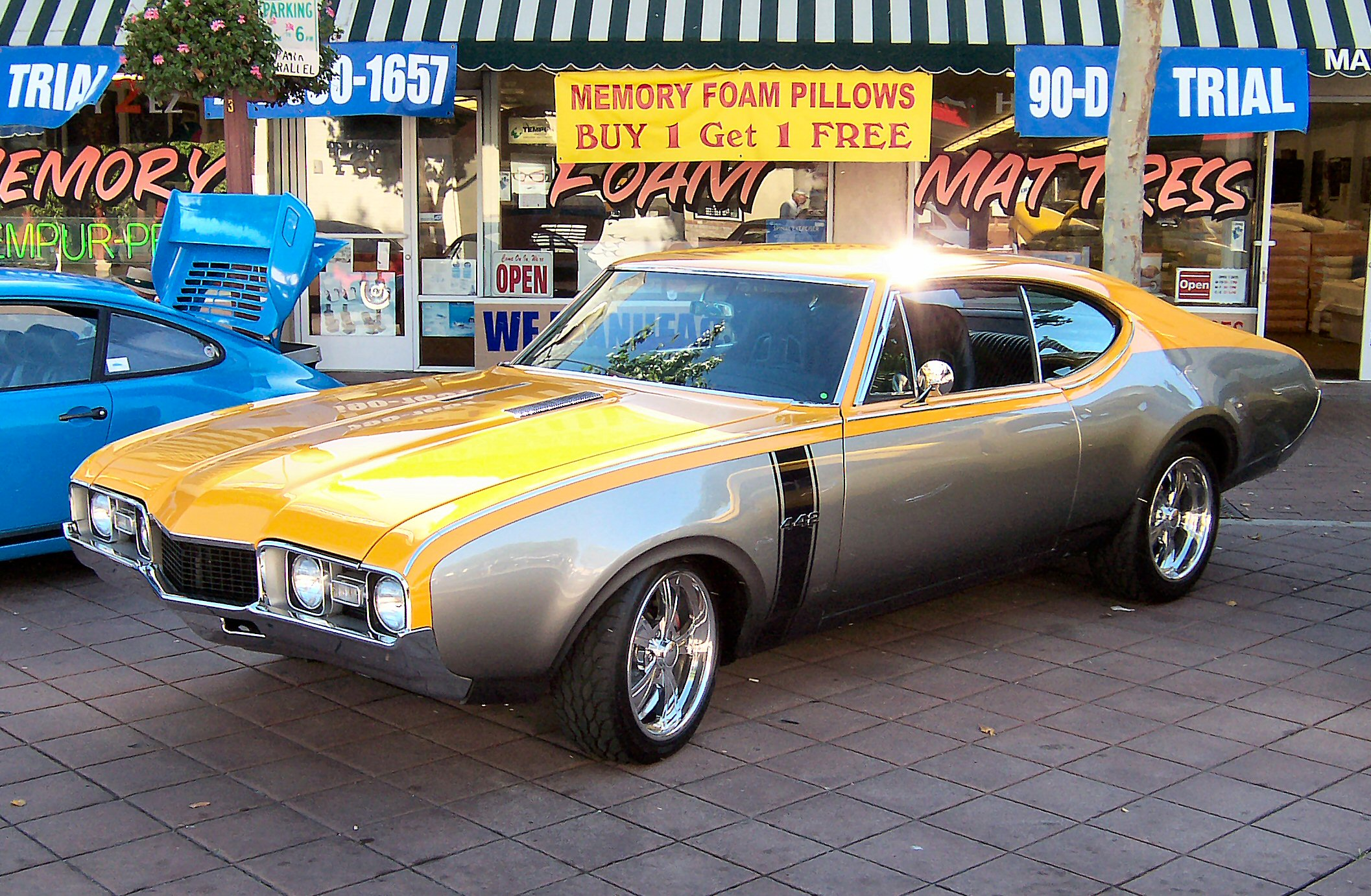
Автомобиль Oldsmobile 442, модернизированный в шоу Overhaulin

Реа́лити-шо́у, или реа́лити-телеви́дение, (от англ. reality — действительность, реальность) — телевизионный жанр, разновидность развлекательной телевизионной передачи и онлайн-трансляции. Сюжетом является показ действий группы (или групп) людей в приближенной к жизненной обстановке.
Реалити-телевидение очень развито в США и Великобритании и процент реалити-программ в сетке вещания этих стран гораздо выше (60 %), чем в России, однако термин «реальное телевидение» существует только в западной типологии жанров, в России в том же значении употребляется менее точный — «реалити-шоу».
Данный телевизионный жанр объединяет множество телевизионных программ, изначальная идея жанра предполагала соответствие передачи следующим признакам:
- отсутствие сценария;
- подача в телеэфир с первого дубля;
- участие «обычных» людей, не имеющих практики в игровом жанре, а не профессиональных актёров;
- условия съёмок, максимально приближенные к реальным (в отдельных случаях — экстремальные ситуации и борьба за жизнь).

В течение длительного времени в передаче показывается (якобы) естественная жизнь и взаимодействие изолированной группы персонажей в той или иной обстановке. Декларируется свобода поведения участников — считается, что события развиваются свободно, без заранее определённого сценария («Scripted Reality»), в чём и состоит «изюминка» реалити-шоу. Зрителя заставляют поверить в то, что он становится свидетелем не разыгранного спектакля, а реальных сцен из жизни, что не всегда является действительностью. Сцены, разыгранные по сценарию, составляют только 40 %.

## История
Впервые передачи, показывающие людей в неожиданных ситуациях, появились на телевидении в 1940-х годах.
В 1948 году на телевидении США появилось шоу «Скрытая камера» (основанное на радиопередаче 1947 года «Скрытый микрофон»), ставшее довольно быстро популярным. Эти программы впервые стали записывать и транслировать в телерадиоэфире реакцию и поведение людей, оказавшихся по воле сценариста в неожиданной ситуации.
В 1950 году дебютировали игровые шоу «Опережая время», «Причина или следствие», вовлекавшие обычных людей в разные эксцентричные состязания, трюки и шутки.

## Постановка
Существует несколько общих вариантов постановки реалити-шоу и множество проектов, в разной степени совмещающих различные подходы. Во всех случаях группа участников (иногда постоянного, иногда переменного состава) постоянно живёт в ограниченном пространстве; события этой жизни постоянно снимаются телекамерами и показываются по телевидению (а в последнее время иногда ещё и демонстрируются в Интернете).
Проект обычно имеет какую-то вполне определённую заданную цель, в нём, по крайней мере теоретически, можно победить (получив за это достаточно весомый приз). Участники, таким образом, являются не просто персонажами передачи, но и соперниками в борьбе за этот приз. Как правило, участники проекта с той или иной периодичностью выбывают из него на различных основаниях: по результатам голосования участников (по решению жюри), по результатам голосования зрителей, по желанию устроителей шоу (последнее, впрочем, напрямую делается редко, так как разрушает атмосферу естественности происходящего).
Сбор видеоматериала может производиться по-разному. В одних случаях в месте обитания участников устанавливается достаточно большое количество скрытых камер, так, чтобы все действия фиксировались независимо от того, где они происходят. Участники носят на себе аппаратуру для постоянного ведения звукозаписи. Результаты съёмки могут обрабатываться, но иногда они идут в эфир напрямую (с премодерацией, или даже в реальном времени). В других случаях съёмка ведётся традиционным образом и только в определённое время (различные коллективные мероприятия, соревнования, голосования, беседы с участниками, отдельные бытовые моменты), а из результатов монтируются передачи, периодически выходящие на телевидении.
Хотя зрителям предлагается считать, что происходящее на экране — реальные события, это обычно не вполне соответствует действительности. Даже при отсутствии явного сценария менеджеры шоу обычно достаточно жёстко управляют происходящим, добиваясь, чтобы зрители не теряли интереса к проекту. Вследствие этого поощряются склоки, скандалы, образование и соперничество группировок внутри коллектива участников.

## Классификация
Со временем форматы реалити-шоу стали развиваться по нескольким направлениям:
- Шоу подглядывания, в котором удовлетворяется присущая большому количеству населения Земли страсть подглядывания и подслушивания. Любопытство и стремление к сильным переживаниям, особенно проявляющиеся на фоне монотонной повседневной жизни, привлекают внимание людей к событиям, происходящим с персонажами шоу. Поэтому необходимо, чтобы у участников присутствовали разные, но в то же время типичные для общества характеры. Ценными являются способности сыграть, произвести впечатление, привлечь к себе внимание. Примеры шоу подглядывания: «Большой Брат» (Нидерланды), «Большая диета» и «Разбитые» (Великобритания); «За стеклом» (1 сезон), «Голод», «Дом-2»[1][2], «Охотники за привидениями» (Россия).

- Шоу обновления (модернизации), в котором происходит обновление (модернизация) части или всего жизненного пространства героя (героев) программы, его рабочего места или транспортного средства. Американское шоу «This Old House», дебютировавшее в 1979 году, было первым такого рода. Английское шоу «Changing Rooms», начавшееся в 1996 году (позже было запущено и в США как «Trading Spaces», в России как «Займёмся ремонтом»[3]), было шоу обновления жилых комнат в DIY-стиле с добавлением состязательного элемента от игрового шоу. Примеры шоу обновления: «Тачку на прокачку» и «Overhaulin'» — демонстрируют модернизацию автомобилей.

- Шоу выживания отличается невыносимыми для нормальной жизни условиями, в которых участники проекта бьются за победу. Именно на чрезвычайных и экстремальных испытаниях проверяется выносливость участников, устойчивость к восприятию неожиданных препятствий и быстрая реакция на их преодоление. Особое внимание уделяется надёжности и ответственности участника, его готовности выполнять предъявляемые организаторами шоу требования. Примеры шоу выживания: «Survivor» (Швеция), «Alive» (США) и «Последний герой» (Россия).

- Шоу обучения кроме развлекательной функции несёт в себе практическую выгоду как для зрителей, так и для участников. Перед участниками ставится задача по освоению новой профессии или повышению профессионального уровня, а у зрителей появляется возможность получить практические знания. Очень важно, чтобы участники шоу стремились к получению знаний и применению их на практике. У активных и перспективных участников повышается шанс быть востребованными в этой области. Пример шоу обучения: «Фабрика звёзд», «За стеклом-2. Последний бифштекс»[4][5], «За стеклом-3. Теперь ты в армии!»[6][7] и «Дом».

- Шоу игры сочетает в себе вышеперечисленные направления и вызывает наибольший интерес у зрителей тем, что невозможно предугадать сюжет и события, которые обычно носят случайный характер. Интерес и азарт возникают по мере развития шоу. Нелинейный сюжет, зашифрованные миссии, поиск нестандартных решений и неожиданный результат — основные особенности шоу игры. Участники помещены в нестандартные условия и преодолевают не только физические, но и интеллектуальные препятствия. Заранее сами участники не знают о том, как пройти следующее задание и что ждёт их в будущем. Пример шоу игры: «Чики & Фрики», «Битва визажистов».

## Реалити-шоу в России
В России первым опытом показа реалити-шоу были проекты «За стеклом» (октябрь 2001 года) и «Последний герой» (ноябрь 2001 года), за которыми последовало множество других.
В октябре 2002 года на телеканале REN-TV вышло реалити-шоу «Русское чудо», уникальность которого по сравнению с другими проектами заключалась в том, что 9 участников шоу, работая в течение месяца в одном из московских офисов, находились в прицеле 24 скрытых камер и при этом не знали, что их снимают. Украинская версия «Русского чуда» транслировалась киевским телеканалом «Интер» и пользовалась большой популярностью. Другим неординарным реалити было шоу «Голод» канала ТНТ (апрель 2003 - ноябрь 2005) суть которого заключалась в том, что 12 молодых людей, с завязанными глазами, без документов, наличных, знания языка и реалий, вывозились из России в другую, новую и неизвестную для них страну. Шоу пользовалось большой популярностью и являлось одним из рейтинговых проектов на канале.
По состоянию на ноябрь 2023 года, реалити-шоу «Дом-2» (до 30 декабря 2020 года выходило на телеканале «ТНТ», c 19 апреля 2021 года выходит на телеканале «Ю») транслируется уже более 19 лет.

## Критика
Реалити-шоу исключительно популярны у зрительской аудитории. Психологи связывают это с подсознательным стремлением к «подсматриванию» за чужой жизнью, которое удовлетворяется такого рода передачами. Разумеется, действуют здесь и общие факторы, определяющие популярность любых скандальных передач и «мыльных опер»: любопытство и стремление к сильным переживаниям, особенно проявляющиеся на фоне монотонной повседневной жизни.
Критики утверждают, что реалити-шоу оказывают негативное воздействие на психику зрителей, особенно молодых, с ещё несформировавшимся вкусом, характером и убеждениями: они активизируют нездоровое любопытство и предоставляют в качестве образца для подражания часто не вполне адекватное поведение участников. Организаторы шоу в погоне за зрелищностью часто балансируют на грани непристойности, а иногда и явно переходят её, что также может оказывать негативное воздействие на нравственность зрителей, многие из которых склонны без рассуждений принимать телевизионные образы за эталон. Кроме того, вызывает беспокойство и состояние психики участников, которые знают о том, что за ними следят и вынуждены в течение длительного времени жить в условиях, когда каждый их шаг фиксируется и может быть показан миллионам зрителей.

## Примеры упоминаний вмассовой культуре
Ниже указаны несколько типичных примеров произведений, в которых вопрос реалити-шоу подробно описан.
- «Шоу Трумана» (1998 год) — фильм о человеке, который обнаруживает, что вся его жизнь режиссируется и снимается для круглосуточного реалити-шоу.
- «Мультреалити» (2004 год) — мультсериал-пародия на принцип реалити-шоу.
- «Остров отчаянных героев» (2007 год) — пародирующий многие известные реалити-шоу мультсериал о 22 подростках, участвующих в шоу, которое проходит на заброшенном острове в провинции Онтарио.
- «Нереально» (2015—2017 годы) — комедийно-драматический сериал, в котором показывается закулисная жизнь и производство выдуманного реалити-шоу «Вечная любовь» (аналог «Холостяка»).
- Концепция реалити-шоу часто используется в компьютерных играх жанра «Королевская битва».